# Albert Fratellini
Albert Fratellini (Moscú, 1886-Épinay-sur-Seine, 1961) fue un payaso de circo francés.

## Biografía
Ayudó a la redefinición del payaso augusto. Formó parte de la estirpe circense de la Familia Fratellini. Tuvo dos hermanos que también fueron payasos, François Fratellini (1879 - 1951) y Paul Fratellini (1877 - 1940).
Frtellini falleció en Épinay-sur-Seine, Francia, en 1961.